# 예우헨 소트니코우
예우헨 발레리요비치 소트니코우(우크라이나어: Євге́н Вале́рійович Со́тников, 1980년 11월 20일~2021년 8월 6일)는 우크라이나의 전 유도 선수, 범죄자이다. 2008년 하계 올림픽에 참가했으며 세계 선수권 대회에서 동메달 1개, 유럽 선수권 대회에서 동메달 1개를 획득했다.
선수 은퇴 후 2009년에 살인을 저질러 15년형을 선고받고 수감되었으며 2021년 수감 생활 도중 옥사했다.